# Карес (Тренто)
Карес је насеље у Италији у округу Тренто, региону Трентино-Јужни Тирол.
Према процени из 2011. у насељу је живело 204 становника. Насеље се налази на надморској висини од 482 м.